# Shōkaku-klass
Shōkaku-klassen (翔鶴型, Shōkaku-gata) var en klass av två hangarfartyg som byggdes för den kejserliga japanska flottan i slutet av 1930-talet. Shōkaku och Zuikaku färdigställdes strax före Stillahavskrigets början 1941 och kallades när de byggdes för "kanske de bästa hangarfartygen i världen." Med undantag för slaget vid Midway deltog de i varje större sjöstrid under kriget, inklusive attacken mot Pearl Harbor, räderna i Indiska oceanen, slaget om Korallhavet, Guadalcanal-kampanjen, slaget om Filippinska sjön och slaget vid Leytebukten (endast Zuikaku).
Deras oerfarna flyggrupper var hänvisade till flygfältsattacker under attacken mot Pearl Harbor, men de sänkte senare två av de fyra hangarfartyg som den amerikanska flottan förlorade under kriget, samt ett äldre brittiskt lätt hangarfartyg. Systerskeppen återvände till Japan efter slaget om Korallhavet, ett för att reparera skador och det andra för att ersätta flygplan som förlorats under slaget, så inget av fartygen deltog i slaget vid Midway i juni 1942. Efter de katastrofala förlusterna av fyra hangarfartyg under det slaget utgjorde de huvuddelen av den japanska hangarfartygsstyrkan under resten av kriget. Som sådana var de den främsta attackstyrkan som sattes in mot den amerikanska invasionen av Guadalcanal i slaget om östra Salomonöarna i augusti. Två månader senare försökte de stödja en stor offensiv av den kejserliga japanska armén för att driva bort de amerikanska marinsoldaterna från Guadalcanal. Detta resulterade i slaget vid Santa Cruzöarna där de immobiliserade ett amerikanskt hangarfartyg och skadade ett annat medan Shōkaku och ett lätt hangarfartyg skadades. Inget av försöken lyckades och japanerna drog tillbaka sina återstående styrkor från Guadalcanal i början av 1943 med hjälp av flyggruppen från Zuikaku som skydd.
Under det följande året övade systerfartygen innan de flyttades söderut för att försvara Marianerna och Filippinerna. Shōkaku sänktes av en amerikansk ubåt under slaget i Filippinska havet i juni 1944 när amerikanerna invaderade Marianerna och Zuikaku offrades som lockbete fyra månader senare under slaget vid Leytebukten.

## Bakgrund och beskrivning

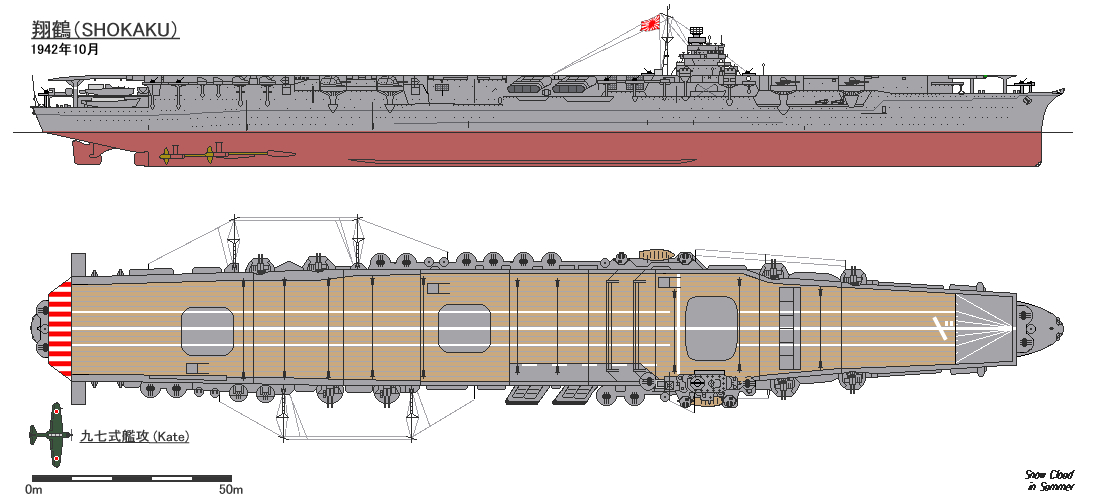
Ritning på Shōkaku som hon var 1942.

De två hangarfartygen i Shōkaku-klassen beställdes 1937 som en del av det tredje flottprogrammet. Den japanska flottan var inte längre begränsad av bestämmelserna i Washingtonavtalet, som hade löpt ut i december 1936, och med ökande budget strävade flottan efter en kvalitativ överlägsenhet gentemot sina utländska motsvarigheter. Med utgångspunkt i erfarenheterna från deras befintliga hangarfartyg formulerade marinens generalstab ett ambitiöst krav på ett fartyg som skulle kunna mäta sig med Akagis och Kagas kapacitet på 96 flygplan, Hiryūs hastighet och Kagas bestyckning. Det nya fartyget skulle också ha bättre skydd och räckvidd än något av de befintliga hangarfartygen.
Den grundläggande designen gjordes vid marinens tekniska avdelning, som beslutade om en utvidgad och förbättrad Hiryū-design med "ön" på babordssidan, mittskepps. Efter att byggandet av fartygen hade påbörjats började flottans flygtekniska avdelning (FFTA) att tänka om när det gällde öns placering, eftersom man ansåg att öns placering på babordssidan på Hiryū och Akagi hade en negativ inverkan på luftflödet över flygdäcket. Ett annat problem som identifierades var att placeringen mittskepps förkortade den tillgängliga landningssträckan, vilket kunde bli problematiskt i framtiden eftersom flygplanens landningshastigheter ökade med deras ökande vikt. För att verifiera dessa antaganden filmade FFTA hundratals starter och landningar ombord på Akagi i oktober–november 1938 och beslutade att flytta ön över till styrbordssidan och längre fram, ungefär en tredjedel av längden från fören. Arbetet med Shōkaku hade kommit längst vid denna tidpunkt och den bärande strukturen för bryggan hade redan byggts; att bygga om den skulle ha försenat bygget, så den lämnades kvar på samma plats. De ändringar som måste göras bestod av en breddning på 1 meter av flygdäcket mittemot ön och en motsvarande 50 centimeter smalare på styrbordssidan samt ett tillägg av 100 ton ballast på babordssidan för att återställa balansen på fartyget.
Fartygen hade en total längd på 257,5 meter, en bredd på 29 meter och ett djupgående på 9,32 meter vid fullast. De hade ett deplacement på 32 105 ton vid fullast. Baserat på forskning som utfördes för slagskeppen i Yamato-klassen fick Shōkaku-klassen en bulbstäv och dubbla roder, som båda var placerade på mittlinjen bakom propellrarna. Deras besättning bestod av 1 660 man: 75 officerare, 56 officerare med särskild tjänstgöring, 71 underofficerare och 1 458 besättningsmän, exklusive flyggruppen.
Fartygen i Shōkaku-klassen var utrustade med fyra växlade Kampon-ångturbinaggregat som var och en drev en 4,2 meter lång propeller med hjälp av ånga från åtta vattenrörspannor. Med ett arbetstryck på 30 kg/cm² (2 942 kPa; 427 psi) gav pannorna turbinerna tillräckligt med ånga för att generera totalt 160 000 axelhästkrafter (120 000 kW) och en beräknad hastighet på 34,5 knop (63,9 km/h). Detta var det kraftfullaste framdrivningssystemet i den japanska flottans tjänst, 10 000 och 8 000 axelhästkrafter (7 500 och 6 000 kW) mer än Yamato-klassen respektive Mogami-klassen. Under sina sjötester uppnådde systerfartygen hastigheter på mellan 34,37 och 34,58 knop (63,65–64,04 km/h) och utvecklade mellan 161 290–168 100 axelhästkrafter (120 270–125 350 kW). De hade en kapacitet på 5 000 ton brännolja som gav dem en räckvidd på 9 700 nautiska mil (18 000 km) vid 18 knop (33 km/h). Pannornas utblås var kopplade till fartygens styrbordssida mittskepps och blåstes ut strax under flygdäckets nivå genom två skorstenar som böjde sig nedåt. Shōkaku-klassen var utrustad med tre turbogeneratorer på 600 kilowatt (800 hk) och två dieselgeneratorer på 350 kilowatt (470 hk), alla på 225 volt.

### Flygdäck och hangarer

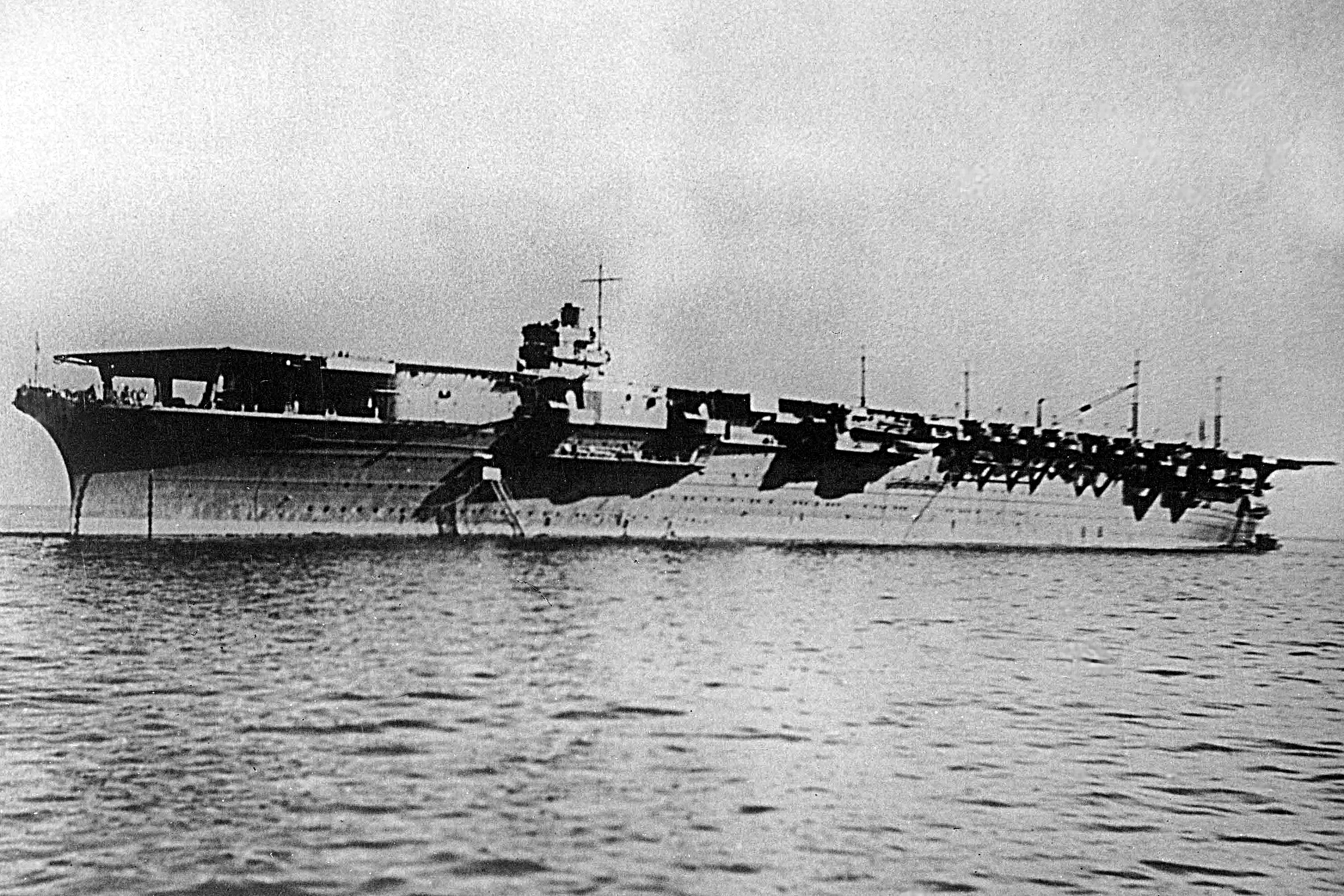
Zuikaku ankrad den 25 september 1941, dagen då hon togs i drift.

Fartygens 242,2 meter långa flygdäck hade en maximal bredd på 29 meter. Tio tvärgående inbromsningsvajrar installerades på flygdäcket som kunde stoppa ett flygplan på 4 000 kg. Om flygplanet missade dessa kunde det stoppas av en av totalt tre barriärer. Även om utrymme och vikt avsattes för två flygplanskatapulter var utvecklingen av dessa inte avslutad innan fartygen av Shōkaku-klassen sänktes. Fartygen konstruerades med två överbyggda hangarer; den övre hangaren var cirka 200 meter lång och hade en bredd som varierade mellan 18,5 och 24 meter. Den hade en höjd på 4,85 meter medan den nedre hangaren var 4,7 meter hög och endast användbar för jaktplan. Den nedre hangaren var cirka 20 meter kortare än den övre och bredden varierade mellan 17,5 och 20 meter. Tillsammans hade de en total yta på 5 545 kvadratmeter. Varje hangar kunde delas upp av fem eller sex brandridåer.
Flygplanen transporterades mellan hangarerna och flygdäcket med hjälp av tre hissar som tog 15 sekunder för att ta sig från den nedre hangaren till flygdäcket. Den främre hissen var större än de andra för att flygplan som just hade landat skulle kunna flyttas nedåt utan att fälla in vingarna och mätte 13 gånger 16 meter. De andra hissarna var smalare, 13 gånger 12 meter. Fartygen hade en kran på styrbordssidan av flygdäcket, bredvid den bakre hissen. När den fälldes ihop låg den i nivå med flygdäcket.
Hangarfartygen i Shōkaku-klassen var ursprungligen avsedda att ha en flyggrupp på 96 flygplan, inklusive 24 flygplan i reserv. Dessa planerades vara 12 Mitsubishi A5M jaktplan, 24 Aichi D1A2 typ 96 störtbombplan, 24 Mitsubishi B5M typ 97 torpedflygplan och 12 Nakajima C3N typ 97 spaningsflygplan. Alla dessa flygplan ersattes antingen av större, modernare flygplan eller togs bort medan fartygen byggdes, så flyggruppen reviderades till att bestå av 18 Mitsubishi A6M Zero jaktplan, 27 Aichi D3A störtbombflygplan och 27 Nakajima B5N torpedflygplan. Dessutom medförde fartyget 12 flygplan som reserv, för ett totalt antal på 84 stycken.

### Bestyckning och sensorer

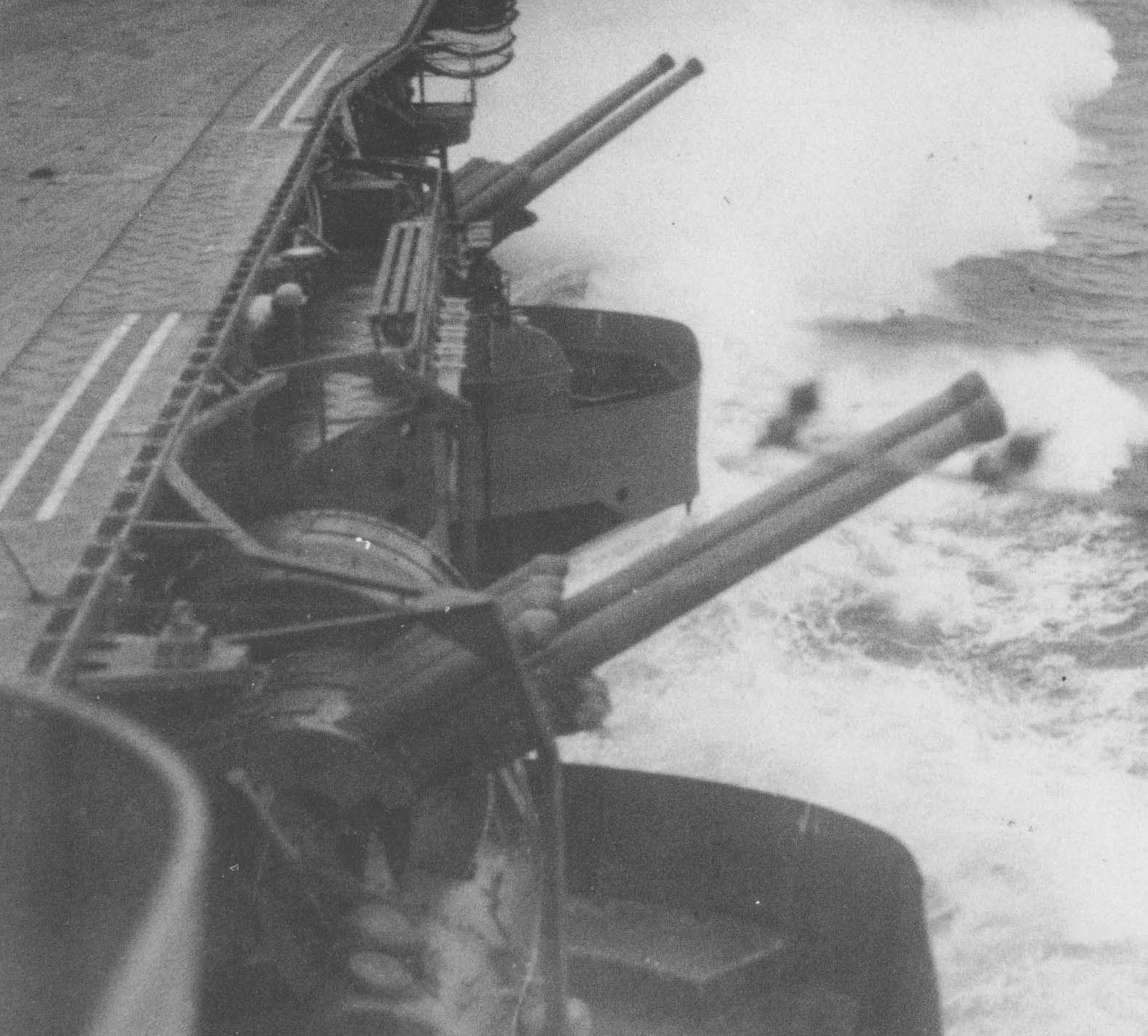
Typ 89 kanoner på Zuikaku.

Hangarfartygens luftvärn bestod av åtta dubbelmonterade typ 89 12,7 cm allmålskanoner monterade på utskjutande plattformar, grupperade i par för och akter på varje sida av skrovet. Kanonerna hade en räckvidd på 14 700 meter och ett tak på 9 440 meter. Deras maximala eldhastighet var fjorton skott per minut, men deras uthålliga eldhastighet var cirka åtta skott per minut.
Deras lätta luftvärn bestod av ett dussin trippelmonterade Hotchkiss 25 mm typ 96 automatkanoner, sex stycken på varje sida av flygdäcket. Kanonen var det japanska standardvapnet för lätt luftvärn under andra världskriget, men den led av allvarliga brister som gjorde den till stor del ineffektiv. Enligt historikern Mark Stille hade kanonen många brister, bland annat en oförmåga att "följa mål med hög hastighet eftersom den inte kunde vridas eller höjas tillräckligt snabbt vare sig manuellt eller maskinellt, dess sikten var olämpliga för mål med hög hastighet och det led av överdrivna vibrationer och mynningsstötar." Dessa kanoner hade en effektiv räckvidd på 1 500–3 000 meter, och ett tak på 5 500 meter vid en höjd på +85 grader. Den effektiva eldhastigheten var endast mellan 110 och 120 skott per minut på grund av det frekventa behovet av att byta 15-skottsmagasinen.
I juni 1942 fick Shōkaku och Zuikaku sin luftvärnsbestyckning utökad med ytterligare sex trippelmonterade 25 mm kanoner, två vardera i fören och aktern och ett vardera för och akter om tornet. I oktober lades ytterligare ett trippel 25 mm-fäste till vid fören och aktern och 10 enkelmonterade 25 mm kanoner lades till före slaget om Filippinska havet i juni 1944. Efter slaget förstärktes Zuikakus luftvärn med 26 enkelmonterade 25 mm typ 96-kanoner, vilket innebar att det totala antalet 25 mm-kanoner uppgick till 96, 60 i 20 stycken trippelmontage och 36 enkelmontage. Dessa kanoner kompletterades senare med åtta 28-skotts-raketramper. 12-centimetersraketerna vägde 22,5 kilo och hade en maximal hastighet på 200 m/s. Deras maximala räckvidd var 4 800 meter.

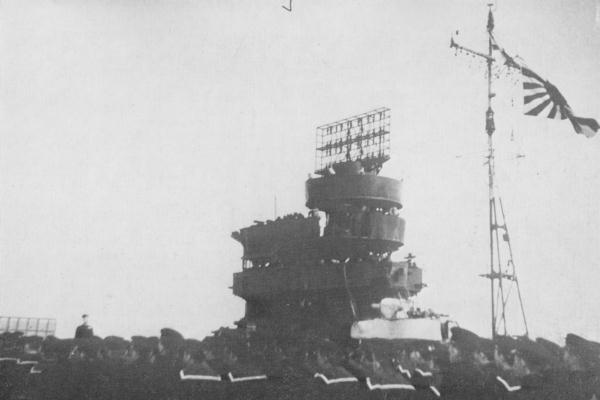
Zuikakus ö med en typ 21 radar, 1942–1943.

Shōkaku var det första hangarfartyget i den japanska flottan som utrustades med radar, en typ 21 som monterades på toppen av tornet i september 1942. Datumet för Zuikakus installation är okänt, men båda fartygen fick en andra typ 21-radar i en infällbar installation i anslutning till flygdäcket efter oktober. Före juni 1944 installerades en typ 13 luftmålsradar på trippelmasten ovanför tornet. Fartygen i Shōkaku-klassen var också utrustade med en typ 91 hydrofon i fören som endast var användbar när de var förankrade eller rörde sig mycket långsamt.

### Pansar
Shōkaku-klassen hade ett vattenlinjebälte som bestod av 46 millimeter av ett icke-cementerat pansar av kopparlegering (CNC) som täckte större delen av fartygets längd. Bältet var 4,1 meter högt, varav 2 meter låg under vattenlinjen. Pansarets nedre band var förstärkt med 50 millimeter Ducol-stål. Magasinen skyddades av 165 millimeter New Vickers Non-Cemented (NVNC) pansar, med en lutning på upp till 25° och avsmalnande till tjocklekar på 55–75 millimeter. Flygdäcket och de båda hangardäcken var oskyddade och fartygets maskineri skyddades av ett 65 millimeter tjockt däck av CNC-pansar. NVNC-pansaret över magasinen var 132 millimeter tjockt och 105 millimeter tjockt över tankarna för flygbränsle. Allt däckspansar var överlagt av ett 25 millimeter tjockt däck av Ducol-stål.
Shōkaku-klassen var de första japanska hangarfartygen att utrustas med ett nytt pansar för att skydda mot torpeder. Bältet, som byggde på modellexperiment som inleddes 1935, bestod av en vätskefylld "smörgås" av fack utanför torpedskottet. Experimenten visade att ett smalt vätskefyllt fack var nödvändigt för att fördela kraften från en torped eller sjöminas detonation längs torpedskottet genom att sprida den över hela skottets bredd och för att stoppa det splitter som detonationen skapar. Utanför detta fanns två fack avsedda att sprida kraften från gaserna från detonationen, inklusive det vattentäta facket av dubbelbotten. De två innersta avdelningarna var avsedda att fyllas med eldningsolja som skulle ersättas med vatten när den förbrukades. Själva torpedskottet bestod av en yttre Ducol-platta med en tjocklek på 18–30 millimeter som var nitad till en platta med en tjocklek på 12 millimeter. Flottan förväntade sig att torpedskottet skulle skadas vid en attack och placerade ett tunt skott något inåt för att förhindra att eventuella läckor skulle nå fartygets vitala delar.

## Skepp i klassen
| Namn    | Kanji | Varv                   | Kölsträckt       | Sjösatt          | Färdigställd      | Öde                                                                 |
| ------- | ----- | ---------------------- | ---------------- | ---------------- | ----------------- | ------------------------------------------------------------------- |
| Shōkaku | 翔鶴  | Yokosuka Naval Arsenal | 12 december 1937 | 1 juni 1939      | 8 augusti 1941    | Torpederad och sänkt av USS Cavalla 19 juni 1944                    |
| Zuikaku | 瑞鶴  | Kawasaki Kobe Shipyard | 25 maj 1938      | 27 november 1939 | 25 september 1941 | Sänkt i ett flyganfall under slaget vid Leytebukten 25 oktober 1944 |

## Tjänstgöring

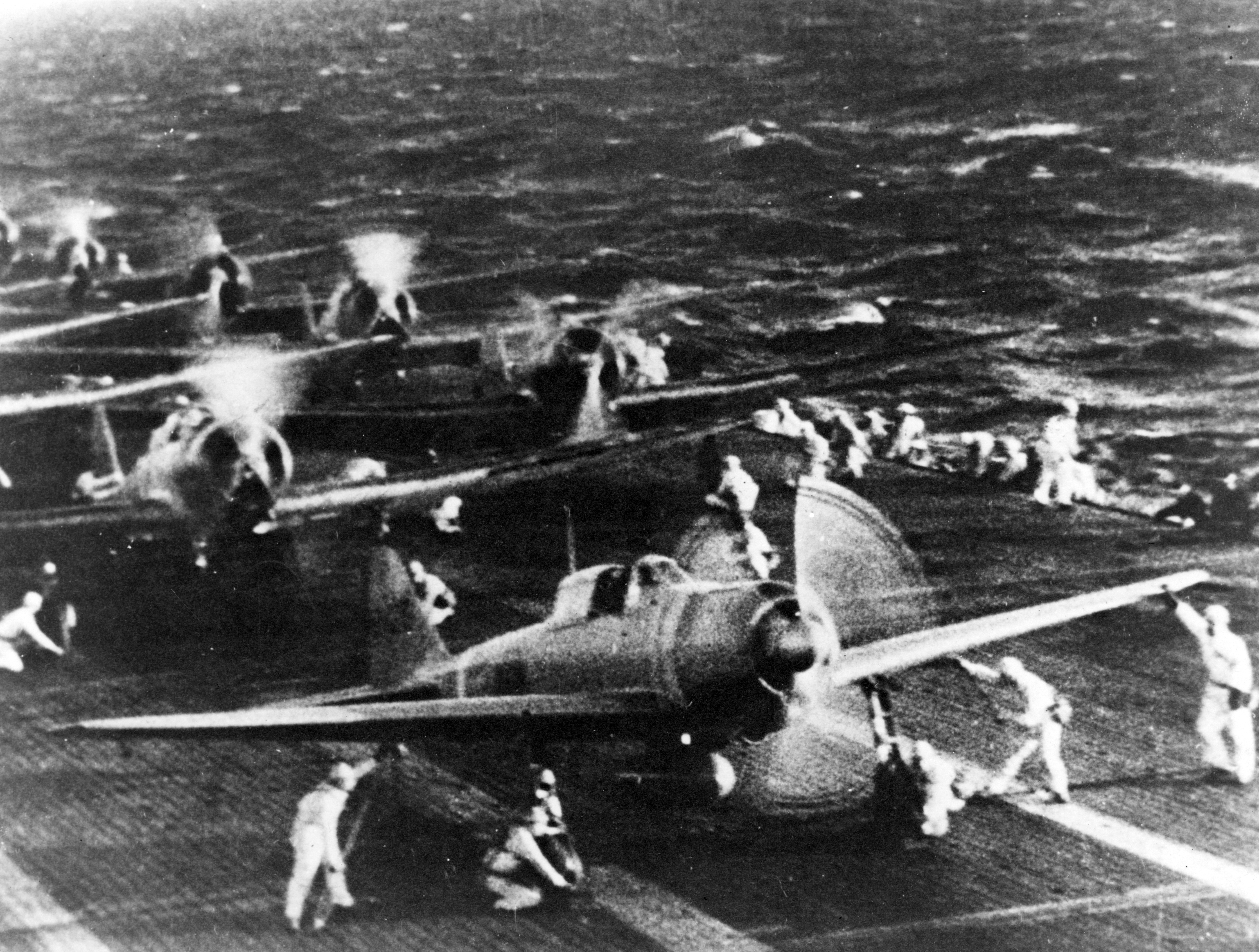
Flygplan ombord på Shōkaku förbereder sig inför anfallet mot Pearl Harbor.

Kort efter färdigställandet 1941 tilldelades Shōkaku och Zuikaku den nybildade femte hangarfartygsdivisionen, som i sin tur tillhörde den första hangarfartygsflottan (Kidō Butai), och började förbereda sig inför attacken mot Pearl Harbor. På grund av sin oerfarenhet fick deras flyggrupper det mindre krävande uppdraget att attackera flygfälten istället för fartygen, som de äldre hangarfartygens veteraner hade tilldelats. Varje hangarfartygs flygplansgrupp bestod av 18 Zero jaktplan, 27 D3A störtbombplan och 27 B5N torpedflygplan. De två hangarfartygen bidrog med sammanlagt 12 Zero och 54 D3A till den första vågen på morgonen den 8 december (japansk tid) då de sistnämnda flygplanen slog till mot Wheeler Army Airfield, Hickam Field och Naval Air Station Ford Island medan jaktplanen besköt Marine Corps Air Station Kaneohe Bay. De 54 B5N-flygplanen deltog i den andra vågen och slog återigen till mot Ford Island, Hickam Field och Kaneohe Bay. Den femte hangarfartygsdivisionens flygplan genomförde majoriteten av anfallet mot flygfälten, kompletterat endast av jaktplan från de andra fyra hangarfartygen. Endast ett av Shōkakus störtbombflygplan förlorades under anfallet, jämfört med 314 amerikanska flygplan som skadades eller förstördes. Historikern Alan Zimm sade att de unga piloterna gjorde "en utmärkt prestation, som vida överträffade förväntningarna och överglänste grupperna från de andra hangarfartygen".
I januari 1942 stödde systerfartygen, tillsammans med Akagi och Kaga från första hangarfartygsdivisionen, invasionen av Rabaul i Bismarckarkipelagen, när japanerna försökte säkra sin södra flank mot attacker från Australien. Flygplan från alla fyra hangarfartygen attackerade den australiensiska basen i Rabaul den 20 januari; den första hangarfartygsdivisionen fortsatte att attackera staden medan den femte hangarfartygsdivisionen rörde sig västerut och attackerade Lae och Salamaua på Nya Guinea. De skyddade landstigningarna i Rabaul och Kavieng den 23 januari innan de återvände till Truk före månadens slut. Efter räderna mot Marshall- och Gilbertöarna den 1 februari behölls den femte hangarfartygsdivisionen i hemmavatten fram till mitten av mars för att försvara sig mot eventuella amerikanska hangarfartygsattacker mot hemmaöarna.

### Räderna i Indiska Oceanen
Systerskeppen gick sedan samman med Kido Butai i Staring Bay på Sulawesi för att förbereda sig för anfallet i Indiska oceanen. Vid den här tiden hade flyggrupperna omorganiserats och bestod av 21 vardera av A6M, D3A och B5N. Japans avsikt var att besegra den brittiska östra flottan och förstöra den brittiska flygstyrkan i regionen för att säkra flanken för sina operationer i Burma. Shōkaku och Zuikaku bidrog med flygplan till räden på påsk söndagen mot Colombo på Ceylon den 5 april. Trots att den civila sjöfarten hade evakuerats från Colombo hamn sänkte japanerna en hjälpkryssare, en jagare och skadade några av hamnanläggningarna allvarligt. Kido Butai återvände till Ceylon fyra dagar senare och attackerade Trincomalee; systerskeppens flygplan sänkte ett stort lastfartyg och skadade monitorn HMS Erebus. Under tiden upptäckte japanerna det lätta hangarfartyget HMS Hermes, eskorterat av jagaren HMAS Vampire. Flygplan från Shōkaku och Zuikaku var de första att attackera de allierade fartygen, som båda sänktes.

### Slaget om Korallhavet
På väg till Japan omdirigerades den femte flygplansdivisionen till Truk för att stödja Operation Mo (det planerade erövrandet av Port Moresby på Nya Guinea). Medan de förberedde sig för uppdraget avlyssnade och dekrypterade amerikanerna japanska meddelanden som diskuterade operationen och skickade hangarfartygen Yorktown och Lexington för att stoppa invasionen. Japanerna inledde Operation Mo genom att ockupera Tulagi på Salomonöarna den 3 maj. Amerikanska landbaserade flygplan hade den 6 maj upptäckt det lätta hangarfartyget Shōhō som eskorterade transporterna till den huvudsakliga invasionsstyrkan, och de amerikanska hangarfartygen flyttade västerut för att placera sig i en position där de kunde anfalla det följande morgon.

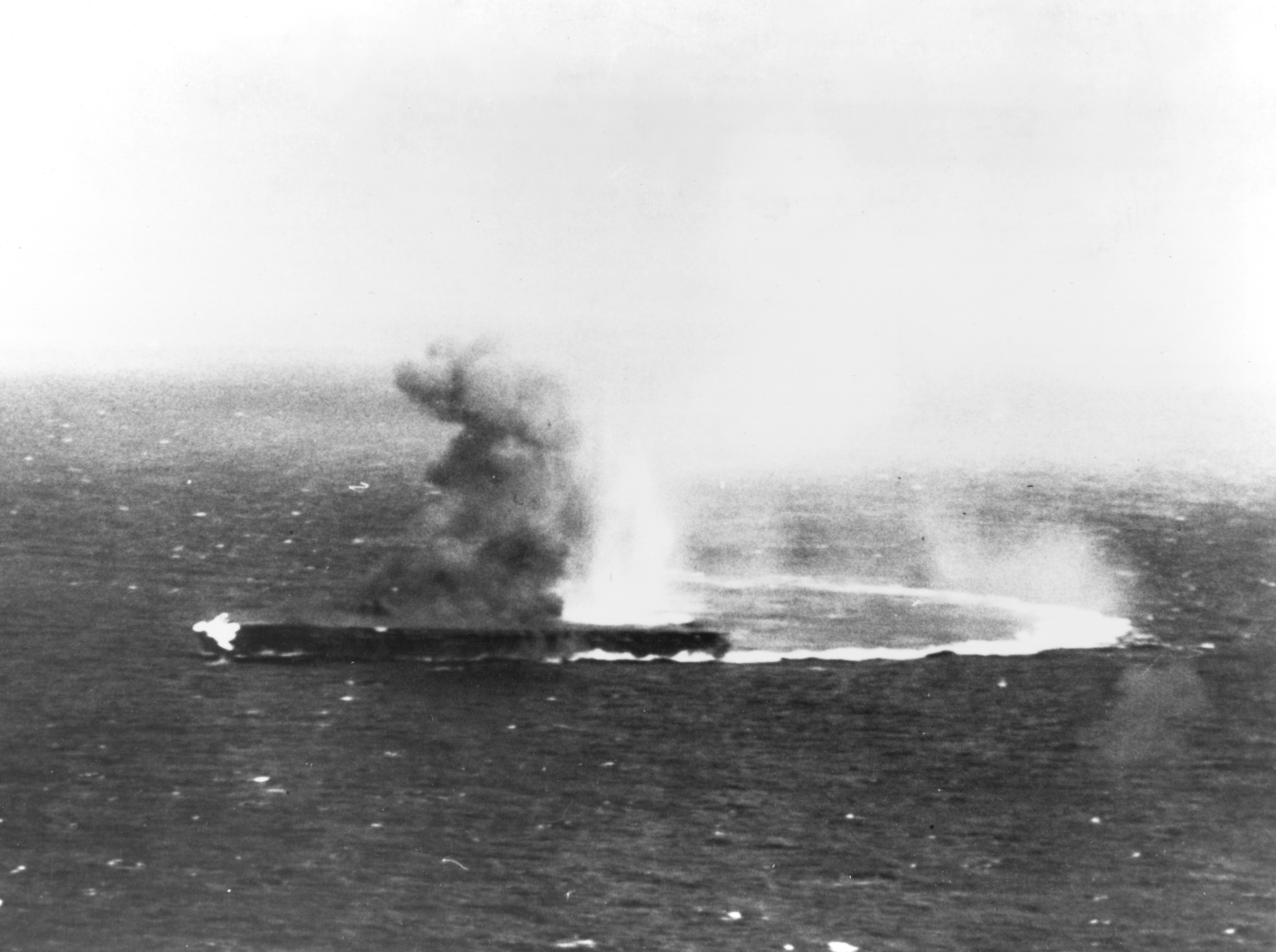
Shōkaku under anfall på morgonen 8 maj. En stor brand rasar i fören från den första bombträffen, medan rök stiger från en andra träff.

Shōhō lokaliserades snabbt igen på morgonen och sänktes. Japanerna upptäckte i sin tur tankfartyget Neosho och hennes eskorterande jagare, som felaktigt identifierades som ett hangarfartyg och en lätt kryssare. Ett enda störtbombplan gick förlorat under det efterföljande flyganfallet som sänkte jagaren och skadade Neosho så pass allvarligt att hon måste borras i sank några dagar senare. Sent på eftermiddagen inledde japanerna ett mindre luftangrepp utan eskorterande jaktplan, baserat på en felaktig platsrapport. De amerikanska hangarfartygen befann sig mycket närmare japanerna än vad de insåg och ungefär i linje med det avsedda målet. En del av den amerikanska flygpatrullen, som varnades av radar, styrdes för att anfalla de japanska flygplanen, medan resten hölls kvar nära hangarfartygen på grund av dåligt väder och sviktande dagsljus. De amerikanska jaktplanen massakrerade de japanska angriparna som tvingades avbryta attacken, men några av de överlevande japanska piloterna blev förvirrade i mörkret och försökte kontrollera om de amerikanska hangarfartygen var deras egna innan de drevs bort.
På morgonen den 8 maj lokaliserade de båda sidorna varandra ungefär samtidigt och började starta sina flygplan omkring kl. 09.00. De amerikanska störtbomplanen oskadliggjorde Shōkakus flygdäck med tre träffar, men hangarfartyget kunde undvika flygplanens torpeder. Zuikaku, som gömdes av en regnskur, undgick att upptäckas och attackerades inte. I gengäld skadade de japanska flygplanen Lexington svårt med två torped- och två bombträffar och fick in en bombträff på Yorktown. Torpedträffarna på Lexington spräckte en av hennes tankar för flygbränsle, och läckande ånga orsakade en rad stora explosioner som gjorde att hon måste borras i sank.

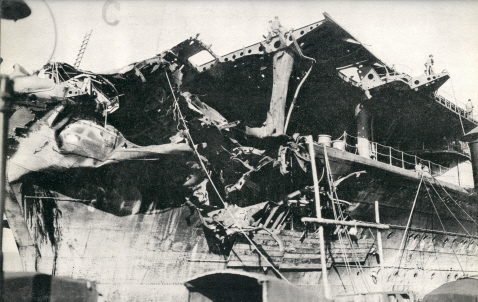
Skadan på Shōkakus bog efter striden.

Systerskeppens flyggrupper decimerades i slaget, vilket tvingade dem att återvända till Japan tillsammans för utbildning av nya piloter, vilket resulterade i att inget av hangarfartygen kunde delta i slaget vid Midway i juni. På väg till Japan hamnade Shōkaku i en svår storm och kapsejsade nästan eftersom vikten av det vatten som använts för att släcka bränderna hade äventyrat hennes stabilitet. Reparationerna tog tre månader och hon var inte redo för strid förrän i slutet av augusti.

### Slaget vid östra Salomonöarna
De amerikanska landstigningarna på Guadalcanal och Tulagi den 7 augusti 1942 överraskade japanerna. Nästa dag anslöt sig därför det lätta hangarfartyget Ryūjō till systerfartygen i den första hangarfartygsdivisionen, som seglade till Truk den 16 augusti. Efter att ha lärt sig läxan från Midway förstärkte flottan jaktkontingenten på bekostnad av torpedflygplanen som tilldelats hangarfartygen; hangarfartygen av Shōkaku-klassen hade 53 Zeros, 51 D3A, 36 B5N och 2 Yokosuka D4Y1-C "Judy" spaningsflygplan mellan sig. Efter att ett amerikanskt hangarfartyg upptäckts nära Salomonöarna den 21 augusti fick divisionen order att segla förbi Truk och fortsätta söderut. Den 24 augusti avdelades Ryūjō tidigt för att segla före truppkonvojen på väg till Guadalcanal och attackera den amerikanska flygbasen vid Henderson Field om inga hangarfartyg lokaliserades. De två större hangarfartygen skulle hålla sig undan, beredda att attackera amerikanerna om de hittades.
Ryūjō och hennes eskortfartyg var de första japanska fartygen som upptäcktes och sänktes av amerikanerna senare på morgonen, men Zuikaku och Shōkaku upptäcktes inte förrän på eftermiddagen. Strax före en misslyckad attack av det par Douglas SBD Dauntless som genomförde spaningen, skickade systerskeppen ut hälften av sina störtbombplan för att attackera de amerikanska hangarfartygen Enterprise och Saratoga. De flesta av de amerikanska hangarfartygens flygplan var redan i luften vid den här tiden, antingen på flygpatrull, på väg tillbaka från sökuppdrag eller från att ha sänkt Ryūjō, så endast ett litet flyganfall skickades som svar på platsrapporten. Ungefär en timme efter att det första japanska flyganfallet lyfte, inleddes ett andra flyganfall som inkluderade resten av störtbombplanen, men deras målposition var felaktig och de misslyckades med att hitta amerikanerna. Den första vågen attackerade de två amerikanska hangarfartygen och fick in en träff på slagskeppet USS North Carolina och tre träffar på Enterprise, men de sköts ned av det stora antalet amerikanska flygplan och den tunga luftvärnselden. Eftersom de båda sidorna var osäkra på vilka skador de hade åsamkat varandra, drog de sig undan senare på kvällen.

### Slaget vid Santa Cruzöarna
Första hangarfartygsdivisionen, som nu även innehöll det lätta hangarfartyget Zuihō, lämnade Truk den 11 oktober för att stödja den japanska arméns operation för att erövra Henderson Field på Guadalcanal. Vid denna tidpunkt hade systrarna 54 A6M, 45 D3A och 36 B5N tillsammans. Fyra dagar senare upptäckte japanerna en liten amerikansk konvoj som bestod av en bogserbåt som bogserade en bensinpråm och som eskorterades av jagaren Meredith. Flygplan från Shōkaku och Zuikaku sänkte den sistnämnda, men attackerade inte bogserbåten.

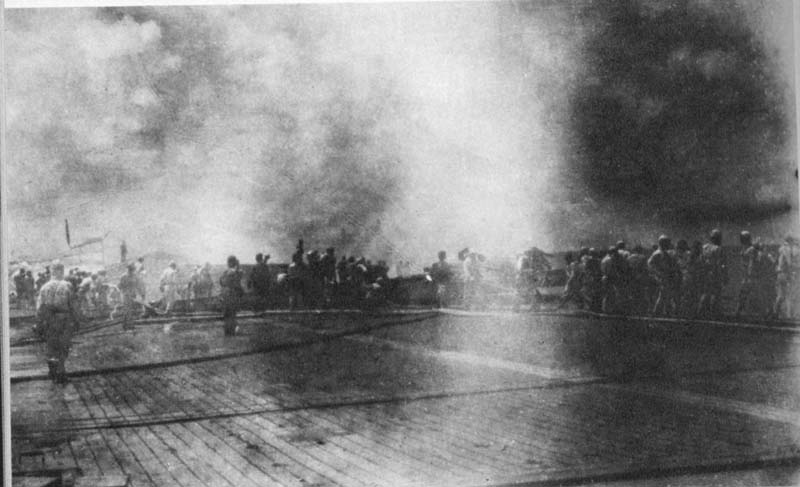
Shōkakus besättning kämpar mot elden på flygdäck den 26 oktober 1942.

De japanska och amerikanska hangarfartygen upptäckte varandra tidigt på morgonen den 26 oktober och båda sidor inledde luftanfall. Shōkaku skadades svårt av sex träffar från USS Hornets störtbombplan, Zuikaku upptäcktes inte och attackerades inte eftersom hon var dold av moln, precis som vid slaget om Korallhavet. I gengäld skadade japanerna Hornet med två torpeder och tre bomber. Dessutom kraschade två flygplan in i det amerikanska hangarfartyget och tillfogade det allvarliga skador. Enterprise skadades också av två bombträffar och och en jagare skadades när den träffades av en B5N. Attacker senare under dagen skadade Hornet ytterligare, som övergavs och senare sänktes av de japanska jagarna Makigumo och Akigumo. Japanerna förlorade nästan hälften av sina flygplan som deltog i slaget, tillsammans med deras oersättliga erfarna piloter. Den 2 november beordrades den första hangarfartygsdivisionen hem för reparationer och utbildning.
Shōkaku reparerades fram till mars 1943 och Zuikaku, tillsammans med den nyligen reparerade Zuihō, seglade till Truk den 17 januari för att stödja den förestående evakueringen av de japanska markstyrkorna från Guadalcanal (Operation Ke). Den 29 januari skickade de två hangarfartygen iväg 47 Zeros till Rabaul och Kahili Airfield. Zuihō användes sedan för att skydda evakueringen, medan Zuikaku stannade kvar vid Truk tillsammans med två slagskeppen Yamato och Musashi och fungerade som en styrka som hotade att när som helst kunna skickas ut.
I maj fick Shōkaku och Zuikaku i uppdrag att gå till motangrepp mot den amerikanska offensiven på Aleuterna, men operationen avbröts efter den allierade segern på Attu den 29 maj. Systerfartygen förflyttades till Truk i juli. Som svar på hangarfartygsattacken på Tarawa den 18 september skickades hangarfartygen och en stor del av flottan till Enewetak för att söka efter de amerikanska styrkorna innan de återvände till Truk den 23 september, efter att ha misslyckats med att lokalisera dem. Japanerna hade avlyssnat en del amerikansk radiotrafik som tydde på en ny attack mot Wake Island, och den 17 oktober seglade Shōkaku och Zuikaku och huvuddelen av 1:a flottan till Enewetak för att vara i en position där de kunde skära av en sådan attack, men någon attack skedde inte och flottan återvände till Truk. I början av november förflyttades huvuddelen av deras flyggrupper till Rabaul för att förstärka försvaret där, precis i tid för att hjälpa till att försvara hamnen mot den allierade attacken några dagar senare. De åstadkom inte mycket där, för över hälften av deras flygplan förlorades, innan de återvände till Truk den 13:e. Systerfartygen återvände till Japan i december.
I februari 1944 förflyttades Shōkaku och Zuikaku till Singapore. Den 1 mars omorganiserades hangarfartygsdivisionerna och det nya hangarfartyget Taihō ersatte Zuihō i divisionen. Den första hangarfartygsdivisionen seglade i mitten av maj till Tawi-Tawi i Filippinerna. Den nya basen låg närmare oljekällorna på Borneo som flottan var beroende av och även närmare Palau och de västra delarna av Karolinerna där japanerna förväntade sig nästa amerikanska attack; platsen saknade ett flygfält att träna de oerfarna piloterna på och amerikansk ubåtsaktivitet höll fartygen i hamn.

### Slaget vid Filippinska sjön
Den första flottan var på väg till Guimaras i centrala Filippinerna den 13 juni, där man tänkte öva hangarfartygsoperationer i ett område som var bättre skyddat från ubåtar, när viceamiral Jisaburō Ozawa fick reda på den amerikanska attacken mot Marianerna dagen innan. När de nådde Guimares bunkrade flottan och skickades in i Filippinska sjön där de upptäckte Task Force 58 den 18 juni. Vid denna tidpunkt opererade systerfartygen 54 Zeros, 60 D4Y och 36 Nakajima B6N "Jill" torpedflygplan. När hangarfartygen inledde sitt första luftangrepp följande morgon torpederades Taihō av en amerikansk ubåt och sjönk senare. Senare samma morgon torpederades Shōkaku av en annan ubåt, USS Cavalla. De tre eller fyra torpederna startade flera bränder i hangaren, som antände tankande flygplan, samt orsakade kraftiga översvämningar. När fören fortsatte att sjunka började flygplan och ammunition glida framåt och en bomb i hangaren detonerade. Detta antände den gas- och oljedimma som orsakade en serie av fyra explosioner som slet sönder fartyget. Shōkaku sjönk några minuter senare med förlust av 1 263 personer ur besättningen. 570 man räddades av en lätt kryssare och en jagare.
Efter förlusten av Taihō och Shōkaku fick Zuikaku uppgiften att hämta divisionens få återstående flygplan efter de stora förlusterna (endast 102 flygplan fanns kvar ombord på de sju överlevande hangarfartygen på kvällen) och 1:a flottan fortsatte sitt tillbakadragande mot Okinawa. Amerikanerna upptäckte inte de japanska hangarfartygen förrän på eftermiddagen följande dag och inledde ett stort flyganfall som endast lyckades träffa Zuikaku med en enda bomb som dock startade en brand i hangaren.

### Slaget vid Leytebukten

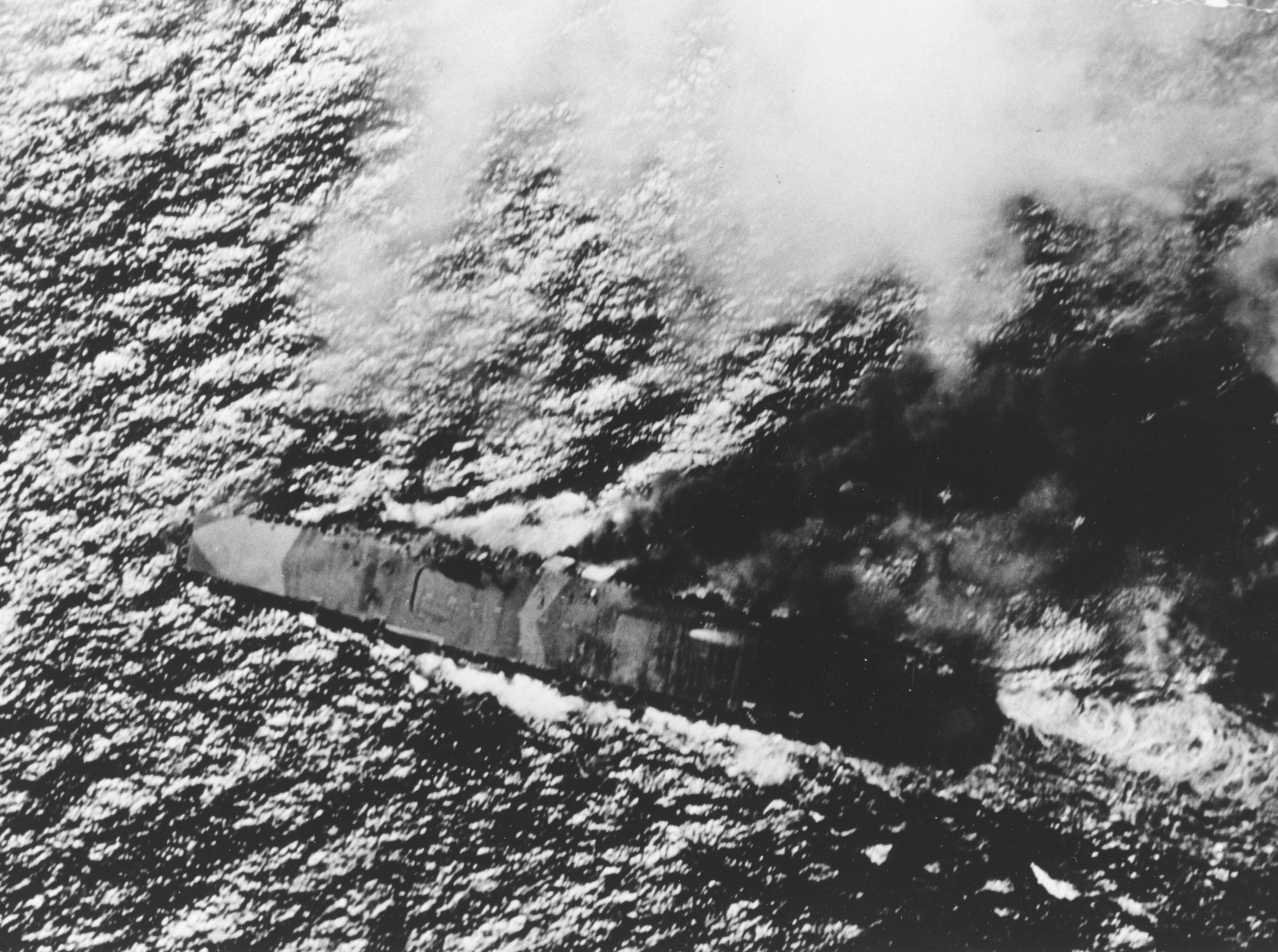
Flygbild på bränderna ombord på Zuikaku den 25 oktober 1944.

I oktober 1944 var Zuikaku flaggskepp för amiral Jisaburo Ozawas lockbete för den norra styrkan i Operation Shō-Gō 1, det japanska motangreppet mot de allierades landstigning på Leyte. Fartyget hade då 28 A6M5 Zero jaktplan, 16 A6M2 Zero jaktbombflygplan, 7 D4Y spaningsflygplan och 15 B6N. På morgonen den 24 oktober skickade hon ut 10 jaktplan, 11 jaktbombplan, 6 torpedflygplan och 2 spaningsflygplan som sitt bidrag till flygattacken som syftade till att dra till sig de amerikanska hangarfartygens uppmärksamhet bort från de andra insatsgrupperna som skulle förstöra landstigningsstyrkorna. Detta åstadkom inte mycket mer eftersom de japanska flygplanen inte lyckades tränga förbi de försvarande jaktplanen; de överlevande landade på flygfält på Luzon. Amerikanerna var upptagna med att ta itu med de andra japanska sjöstridskrafterna och att försvara sig mot flygattacker och hittade till slut den norra styrkan sent på eftermiddagen, men amiral William Halsey Jr., chef för Task Force 38, beslutade att det var för sent på dagen för att kunna sätta in ett effektivt angrepp. Han vände alla sina fartyg norrut för att positionera sig för en attack.

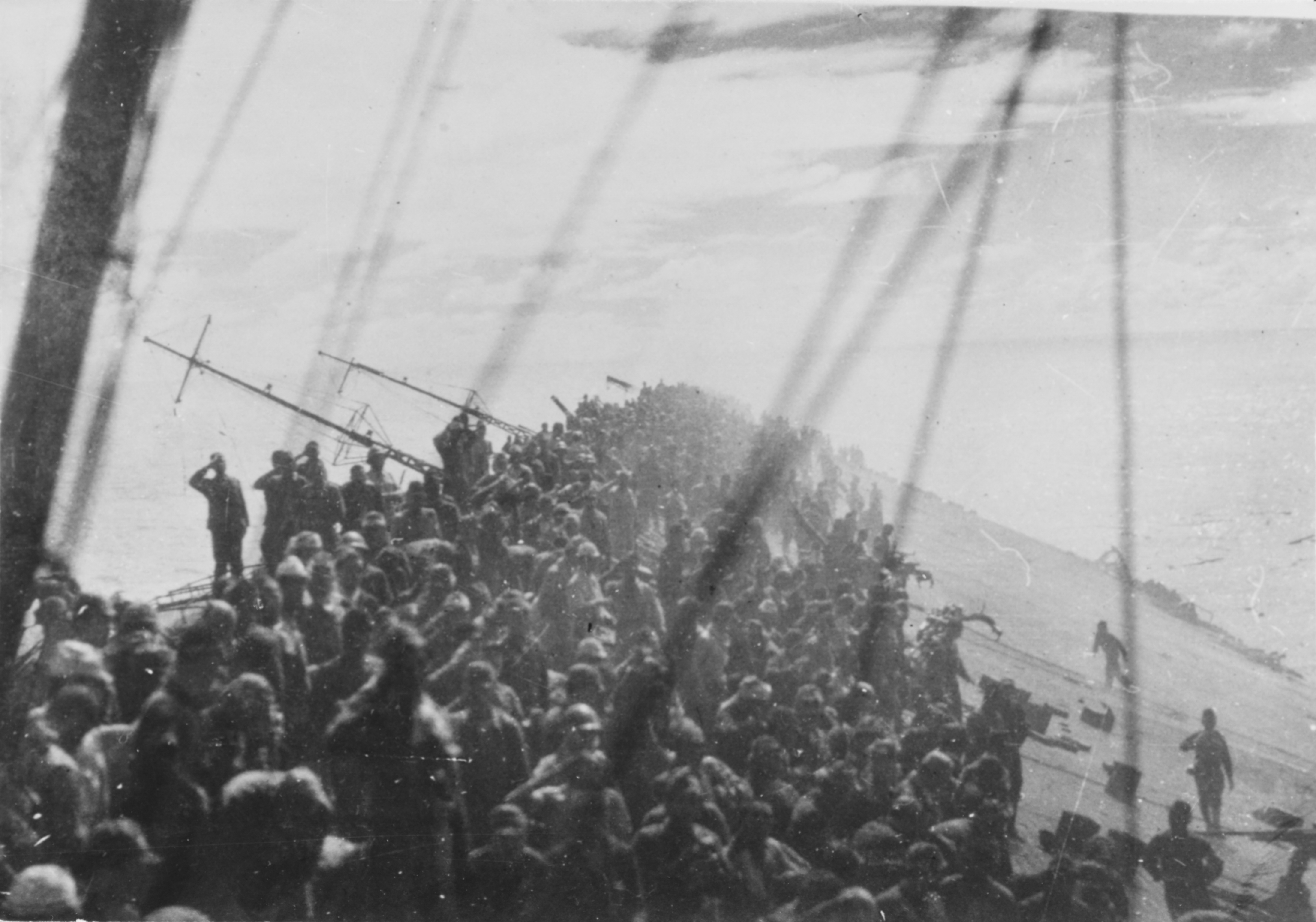
Zuikakus besättning gör honnör till flaggan innan de överger fartyget.

De amerikanska hangarfartygen inledde en flygattack strax efter gryningen; Zuikaku träffades av tre bomber och en torped som startade bränder i båda hangarerna, skadade en propelleraxel och gav henne en slagsida på 29,5° åt babord. Femton minuter senare var bränderna släckta och slagsidan reducerades till 6° genom pumpning av vatten till motsatta sidan. Hon ignorerades mestadels av den andra vågen av anfallande flygplan, men var i fokus för den tredje vågen som träffade henne med ytterligare sex torpeder och fyra bomber. Bomberna startade bränder i hangarerna, torpederna orsakade stora översvämningar som ökade hennes slagsidan, och ordern att överge fartyget gavs innan Zuikaku sjönk med aktern först. 49 officerare och 794 värnpliktiga gick förlorade med fartyget, men 47 officerare och 815 besättningsmän räddades av hennes eskorterande jagare.